# Cyber fest-noz
Le cyber fest-noz est un fest-noz diffusé en ligne organisé par l'association bretonne An Tour Tan entre 1999 et 2021.

## Histoire

### Origine
L'évènement est créé à l’origine pour que les Bretons expatriés puissent profiter de la musique bretonne.

### Dates importantes
À Quimper, le 19 septembre 2009, de nombreux duplex et visioconférences avec d'autres Bretons du monde entier sont projetés sur grand écran, avec une image et un son de même qualité qu'une retransmission télévisée. Des duplex sont réalisés avec les cinq continents. 180 000 cyber-spectateurs, répartis dans 81 pays, suivent cette 11e édition à distance.
En 2010, cet événement est une première en matière de direct sur Internet en France et le plus long en termes de durée au niveau mondial.
En 2011, pour les 40ans du groupe Carré Manchot au festival interceltique de Lorient, 180.000 connexions ont été enregistrées, réparties dans 79 pays.
En 2012, il est qualifié de « plus grand fest-noz interactif du monde ». Pour assurer un tel événement, An Tour Tan mobilise 13 600 serveurs de par le monde, une cinquantaine de techniciens et une centaine de bénévoles.
En 2014, il arrive 14e au classement des Web TV de France Télévisions et 1er concernant France 3.
En 2017, 233.000 serveurs sont mobilisés, avec pour la première fois, la diffusion simultanée sur différents réseaux sociaux en direct (YouTube, Facebook, Twitter, Periscope).
En 2020, l'évènement compte plus de 300 000 spectateurs danseurs, dans 83 pays du monde.

### Fin
En 2021, plusieurs femmes portent plainte contre Nicolas Gonidec, réalisateur du Cyber fes-noz,. Ces affaires entache l'évènement qui n'est plus diffusé sur Internet. Le festival de Cornouaille qui organise le Cyber fes-noz se souhaite pas travailler avec An tour Tan, en charge de la diffusion, dirigée par Nicolas Gonidec. L'obligation du port du masque met fin à l'évènement.

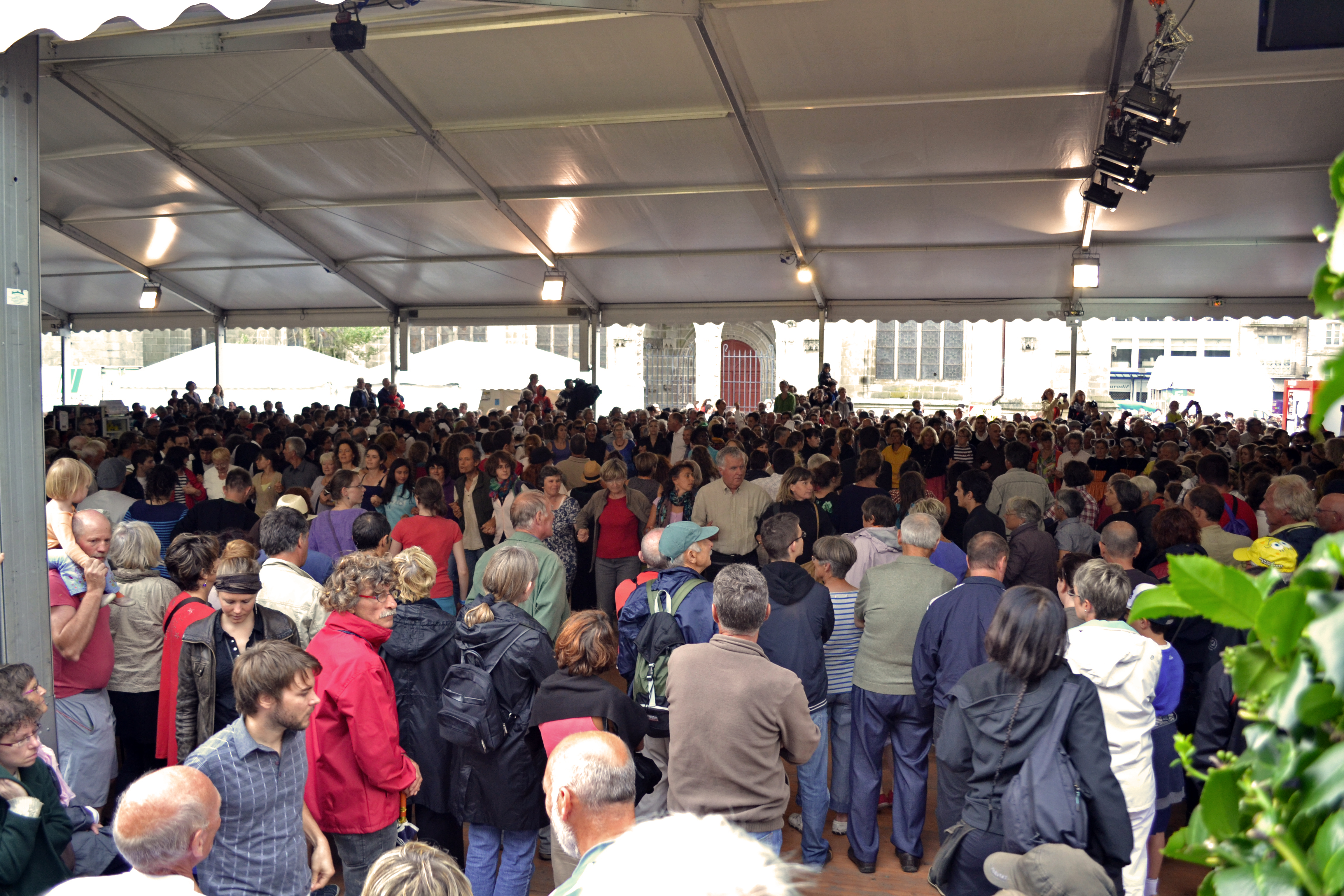
Danseurs en 2013 place Saint-Corentin à Quimper.

## Historique

### Connexions et fréquentations
Entre 1999 et 2010, plus d’un million de spectateurs et de 2 000 artistes de la scène musicale bretonne participent à l'évènement.
| année | internautes | danseurs              | lieu                                 |
| ----- | ----------- | --------------------- | ------------------------------------ |
| 1999  | 20 000      |                       | Pavillon de Penvillers, Quimper      |
| 2000  | 35 000      | 3 000                 | Pavillon de Penvillers, Quimper      |
| 2001  | 62 000      | 3 500                 | Pavillon de Penvillers, Quimper      |
| 2002  | 82 000      | 3 500                 | Pavillon de Penvillers, Quimper      |
| 2003  | 100 000     | 2 500 (1 000 payants) | Pavillon de Penvillers, Quimper      |
| 2004  | 116 000     | 3 000 (1 600 payants) | Pavillon de Penvillers, Quimper      |
| 2005  | 131 000     | 2 300 (1 700 payants) | Pavillon de Penvillers, Quimper      |
| 2006  | 146 000     | 2 000                 | Pavillon de Penvillers, Quimper      |
| 2007  | 157 000     | 1 000                 | Zénith de Paris                      |
| 2008  | 160 000     | 2 000 (1 600 payants) | Pavillon de Penvillers, Quimper      |
| 2009  | 180 000     | 1 500 payants         | Pavillon de Penvillers, Quimper      |
| 2010  | 180 500     | 700 payants           | Saint-Yves, MusikHall de Rennes      |
| 2011  | 181 702     | 1 500 payants         | 25 ans Carré Manchot, FIL            |
| 2012  | 181 000     | gratuit               | 40 ans Sonerien Du, Pont-L'Abbé      |
| 2013  | 180 000     | gratuit               | 90e festival de Cornouaille, Quimper |
| 2014  | 180 000     | 1 500 payants         | 60e Fête des Brodeuses, Pont-l'Abbé  |
| 2015  | 183 000     | gratuit               | Festival de Cornouaille, Quimper     |
| 2016  | 185 000     | gratuit               | Festival de Cornouaille, Quimper     |
| 2017  | 265 000     | gratuit               | Festival de Cornouaille, Quimper     |
| 2018  | 280 000+    | gratuit               | 95e Festival de Cornouaille, Quimper |

## Galerie

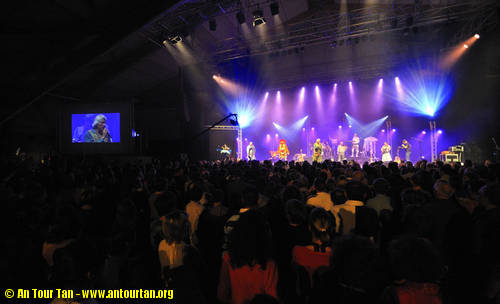
Tri Yann en 2009
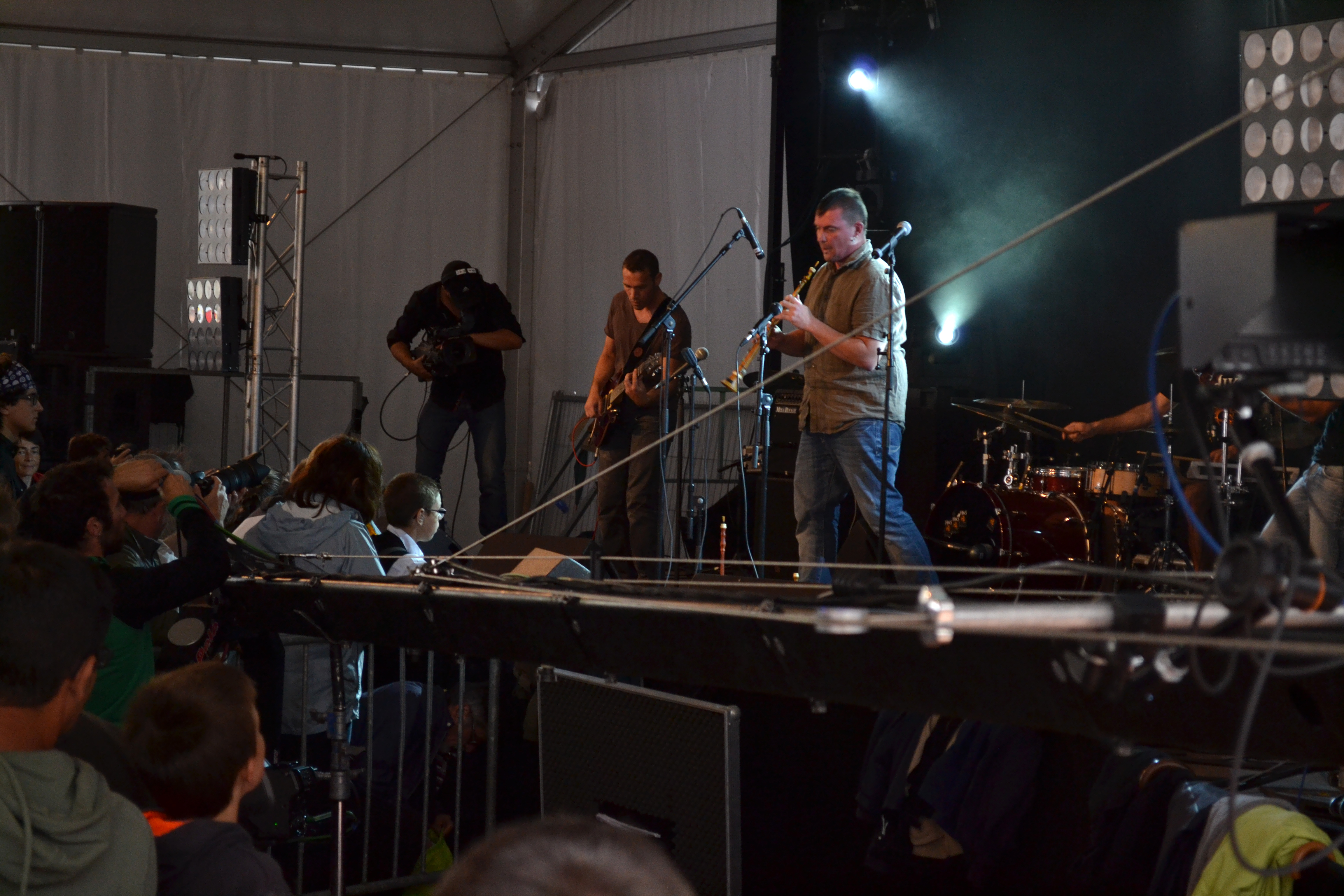
Hiks en 2013
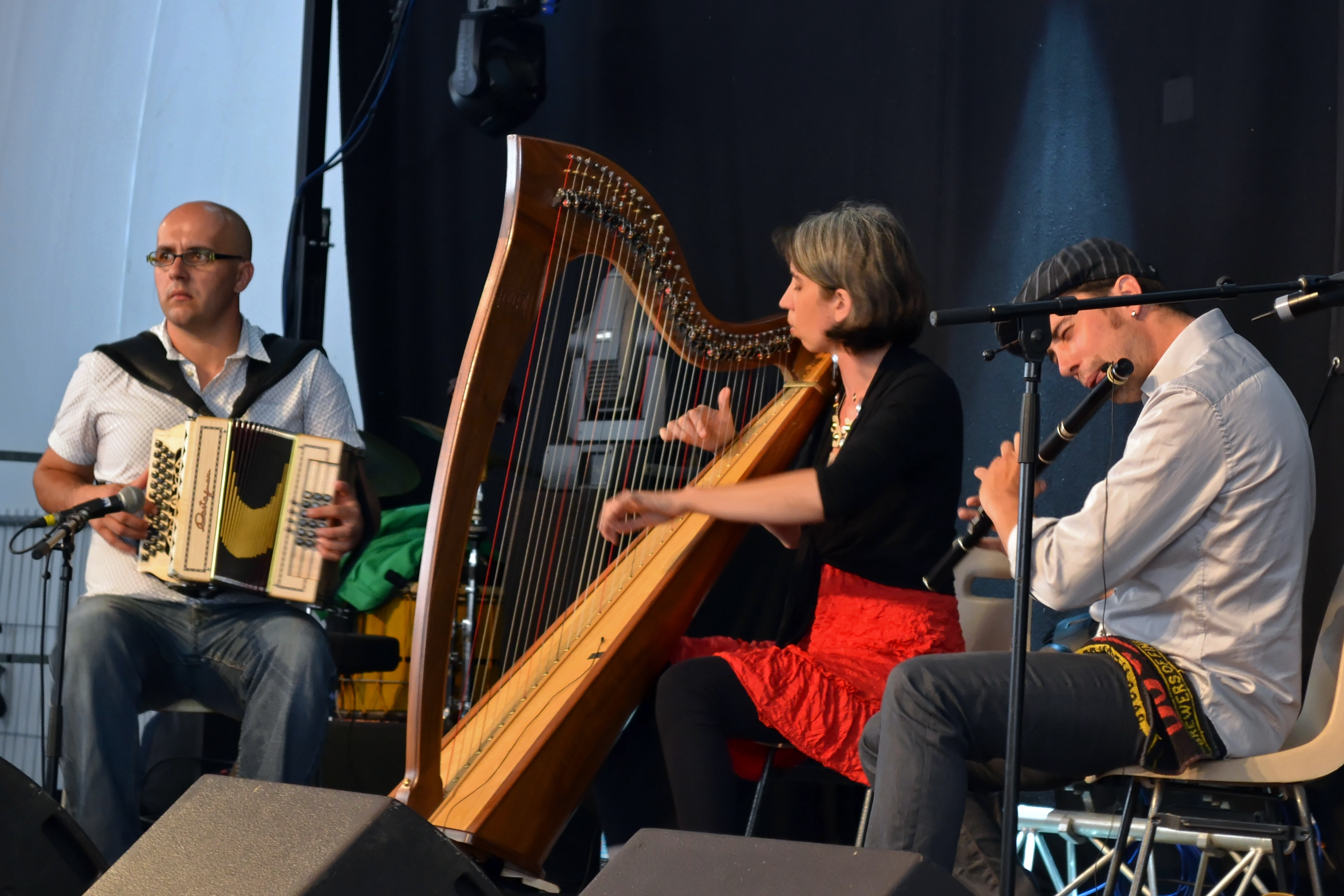
Tobie-Trouillaud-Sérot en 2013
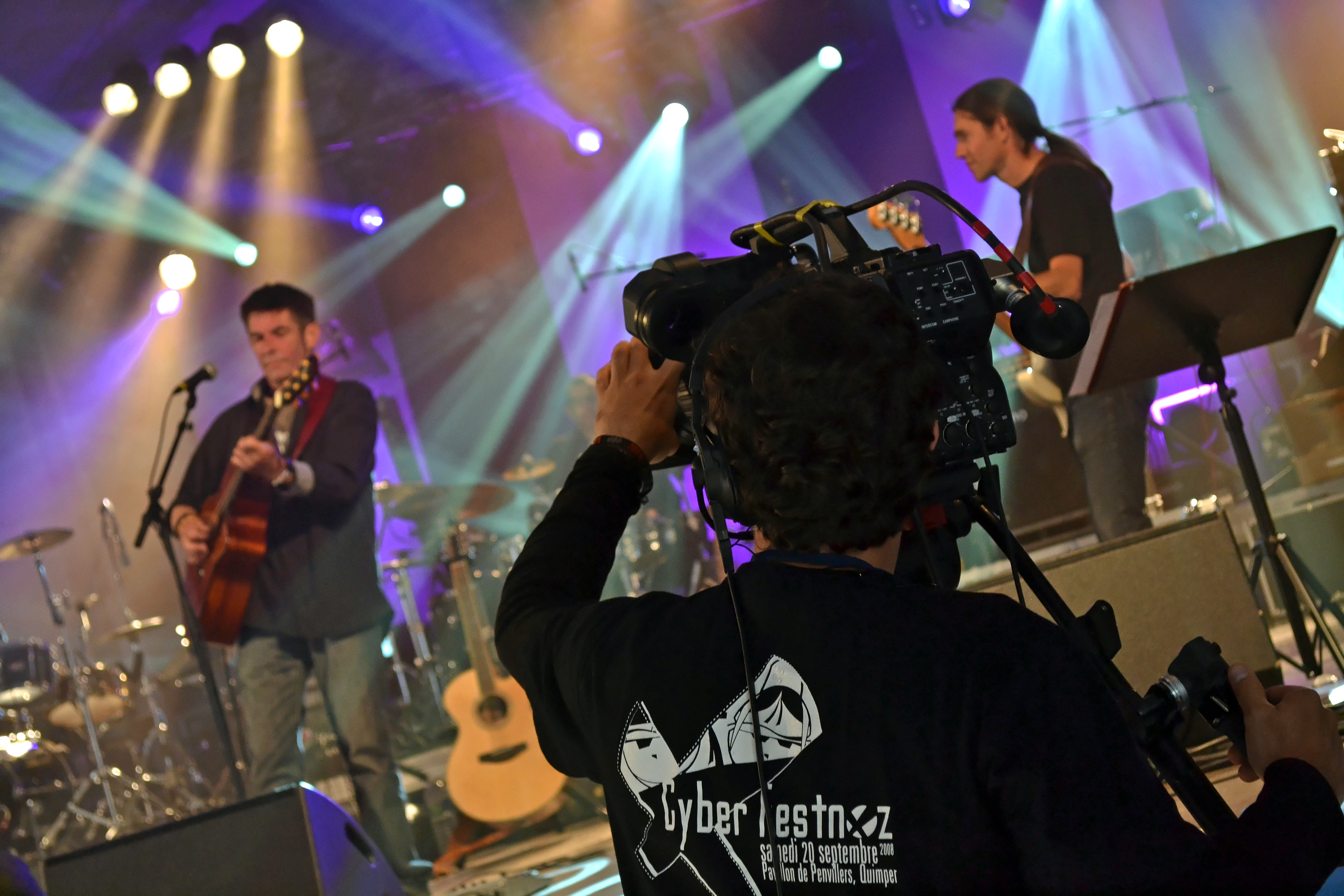
Dom DufF en 2014
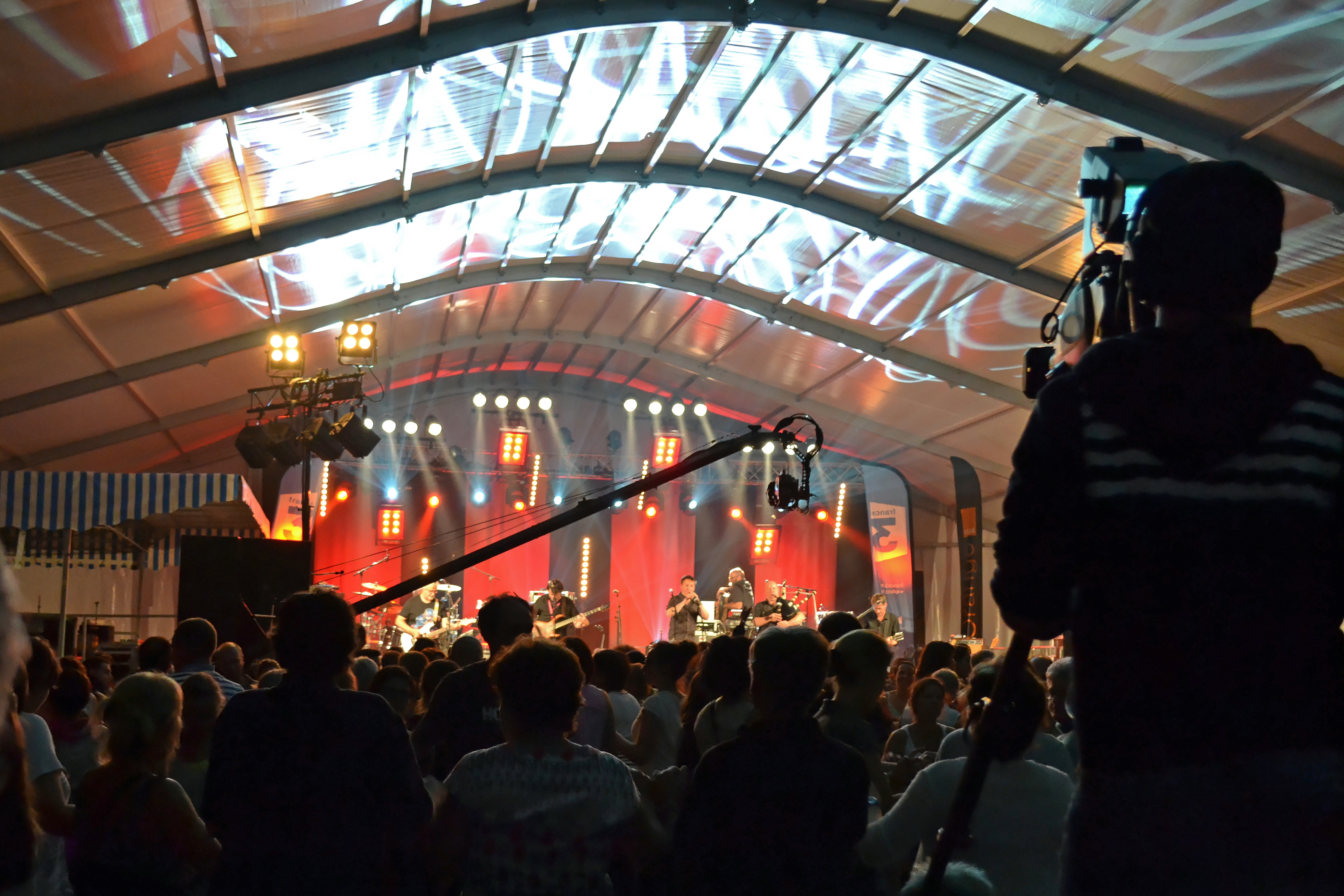
Sonerien Du en 2014
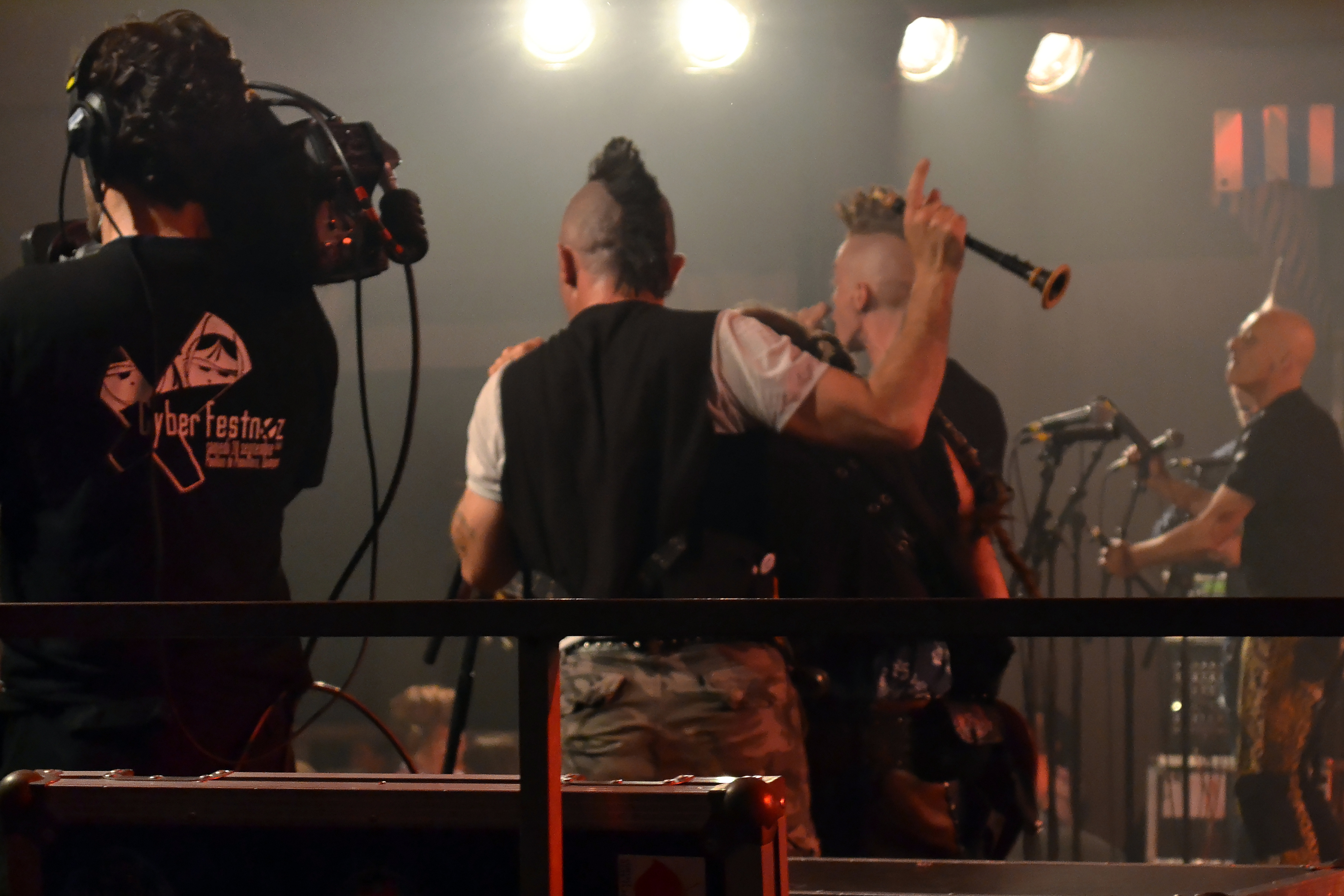
Les Ramoneurs de Menhirs en 2014
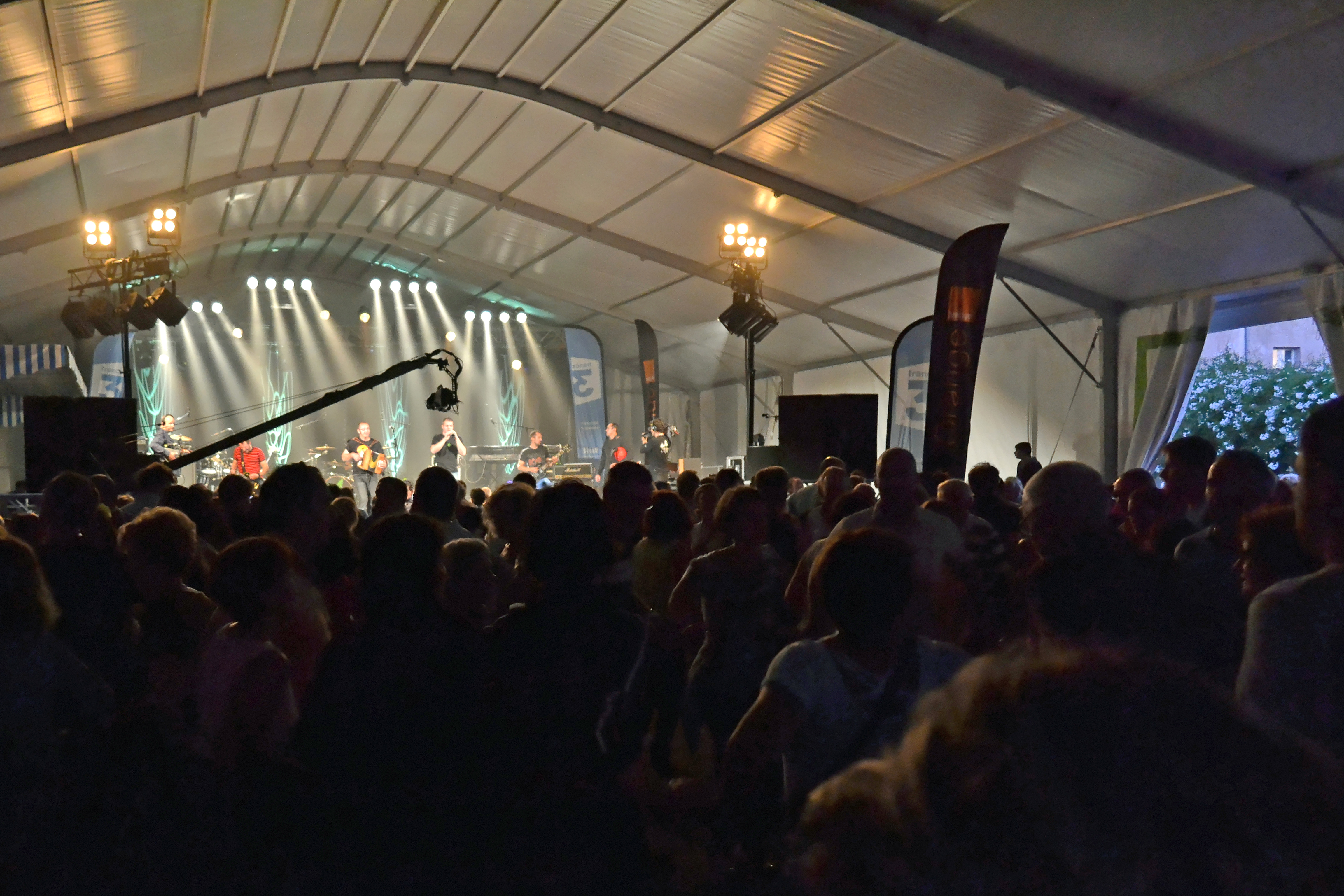
Digresk en 2014

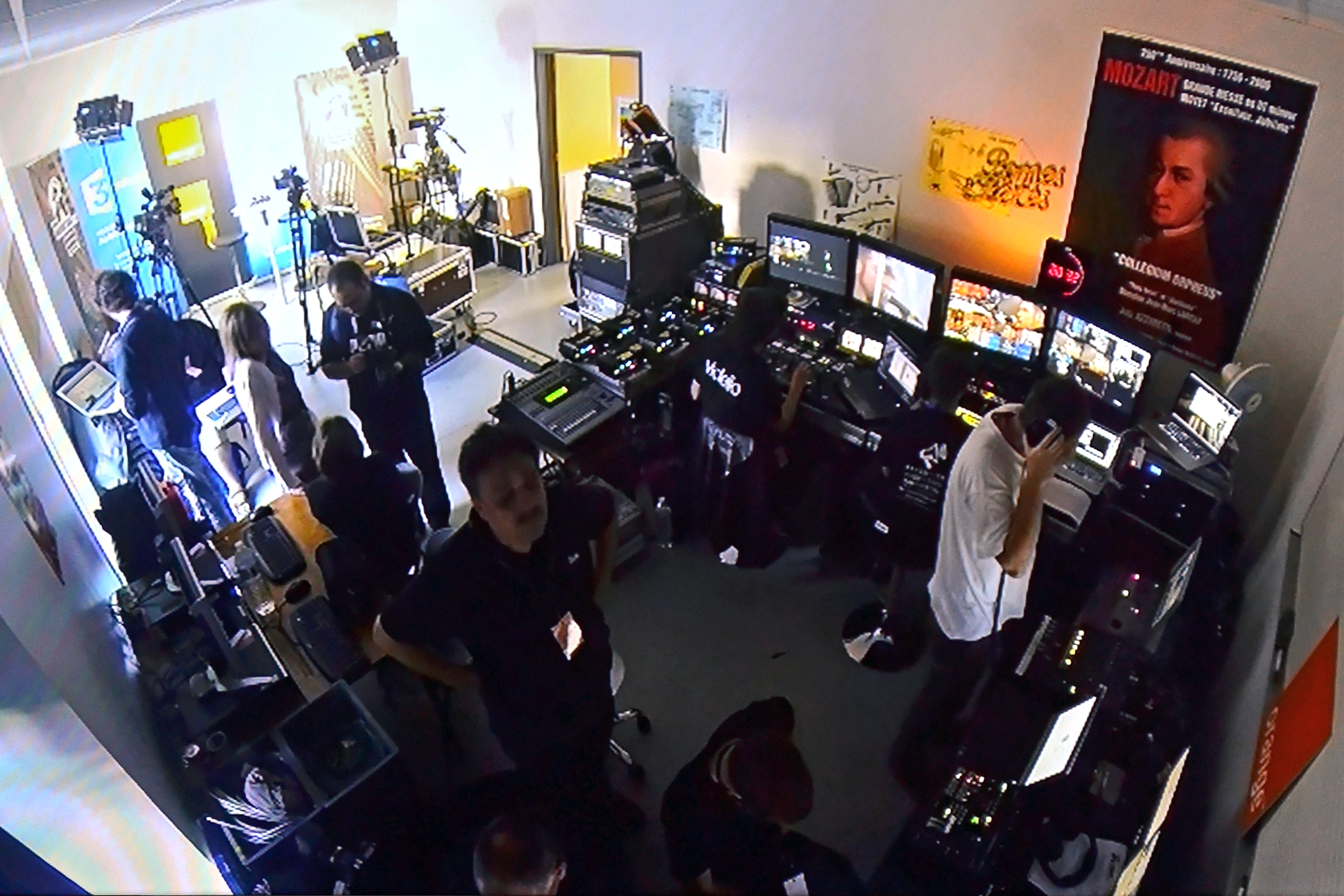
La régie vidéo et le studio en 2014
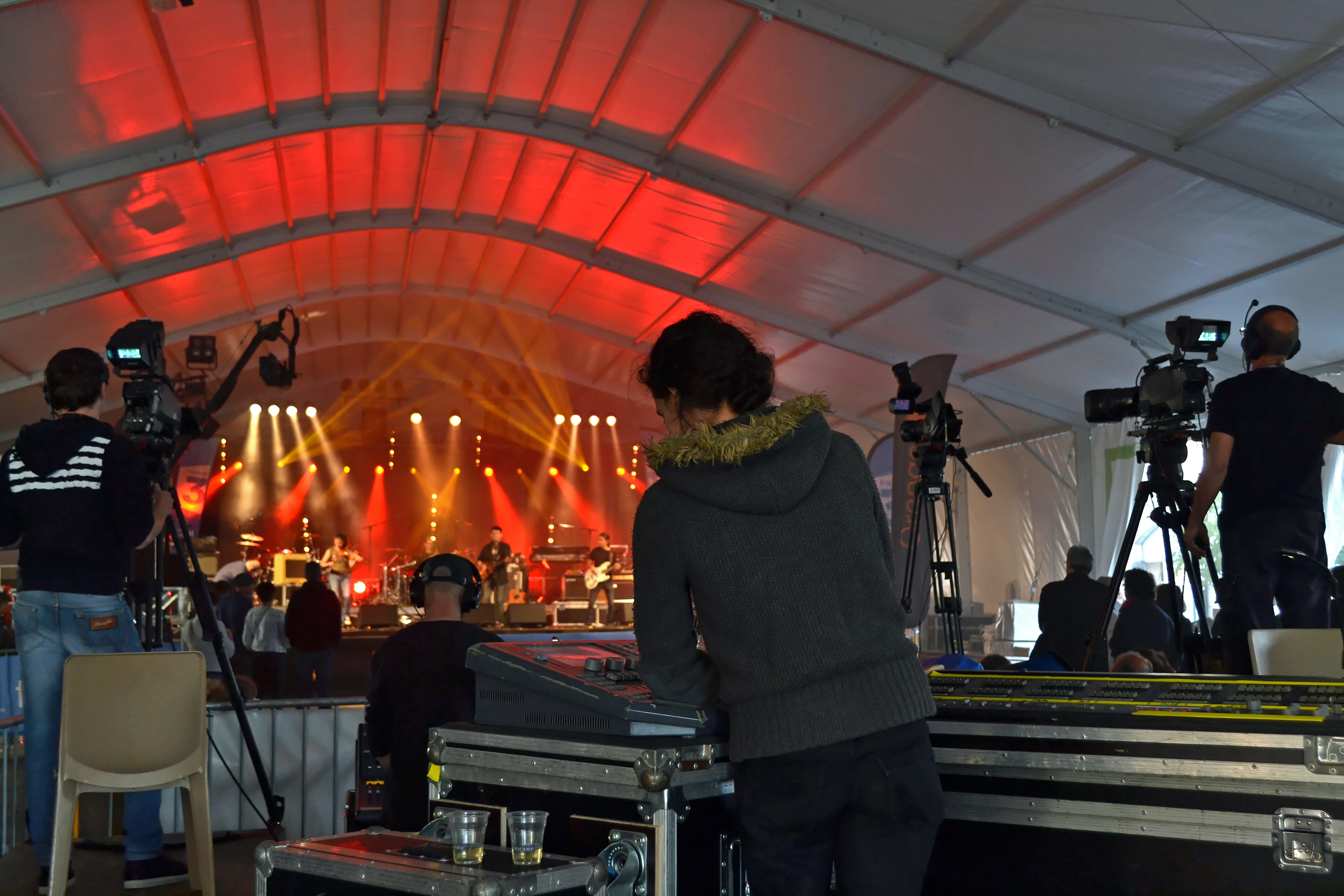
La régie son et lumières en 2014
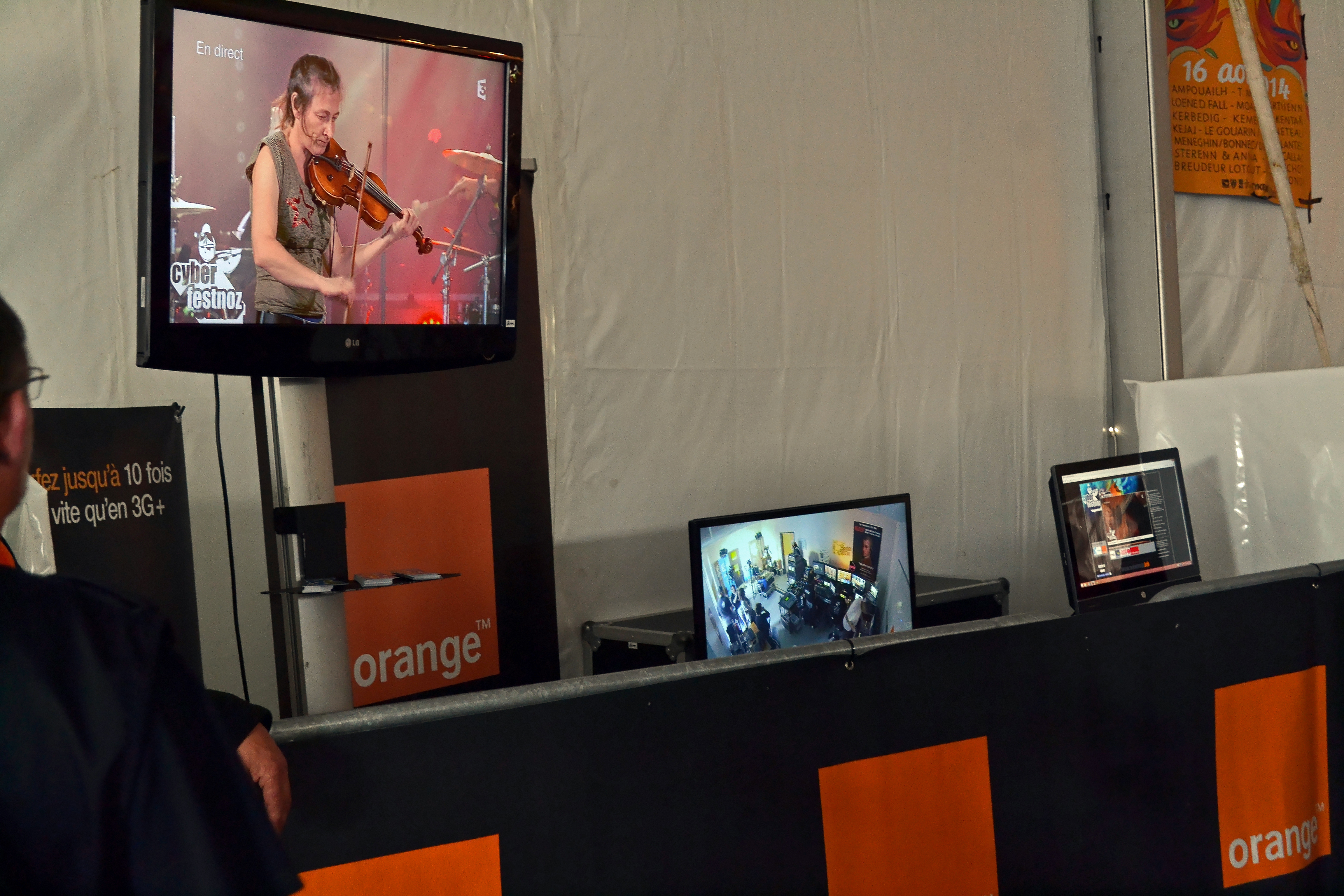
Écrans retransmettant les images en direct
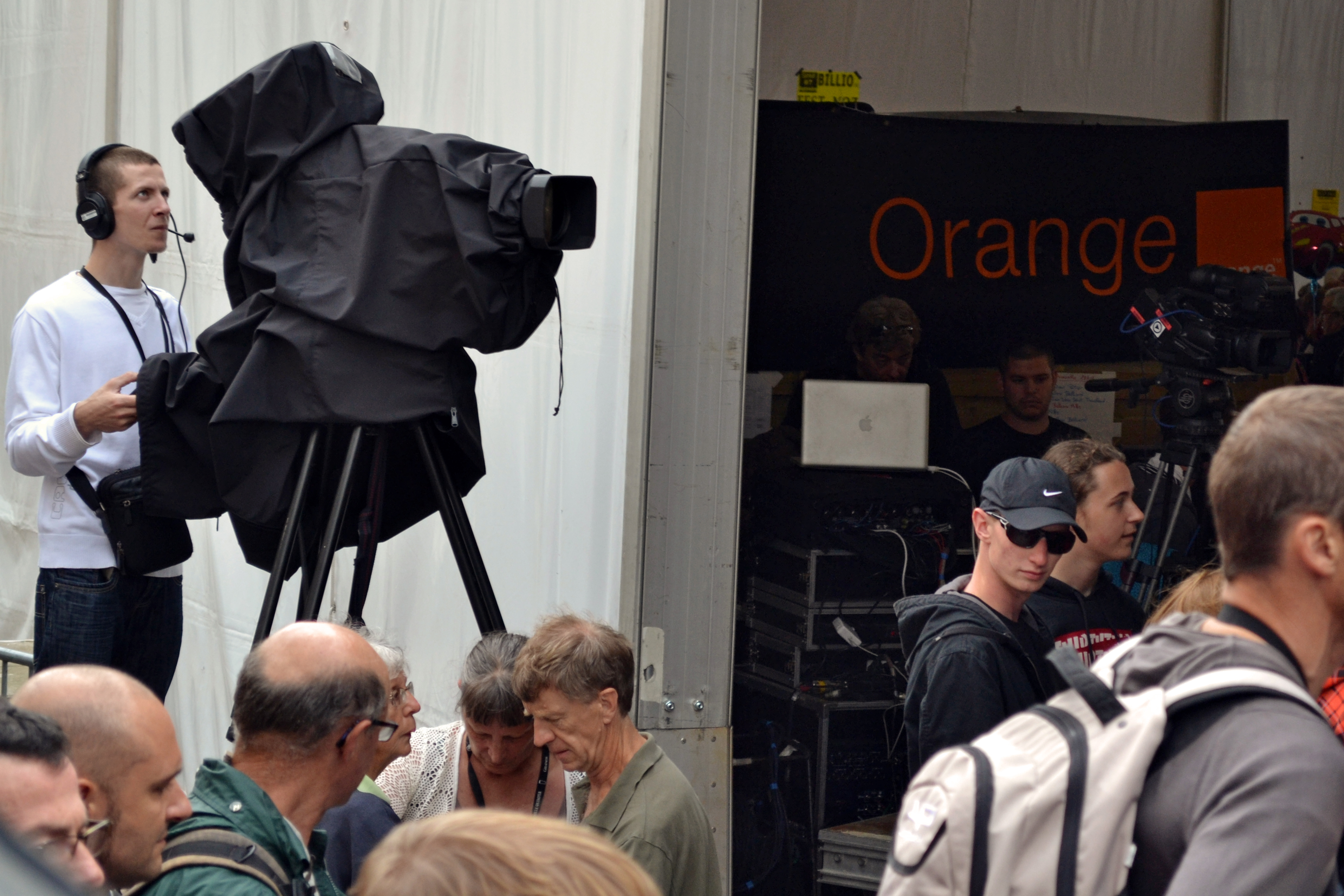
Caméraman de France 3 et partenariat technique d'Orange
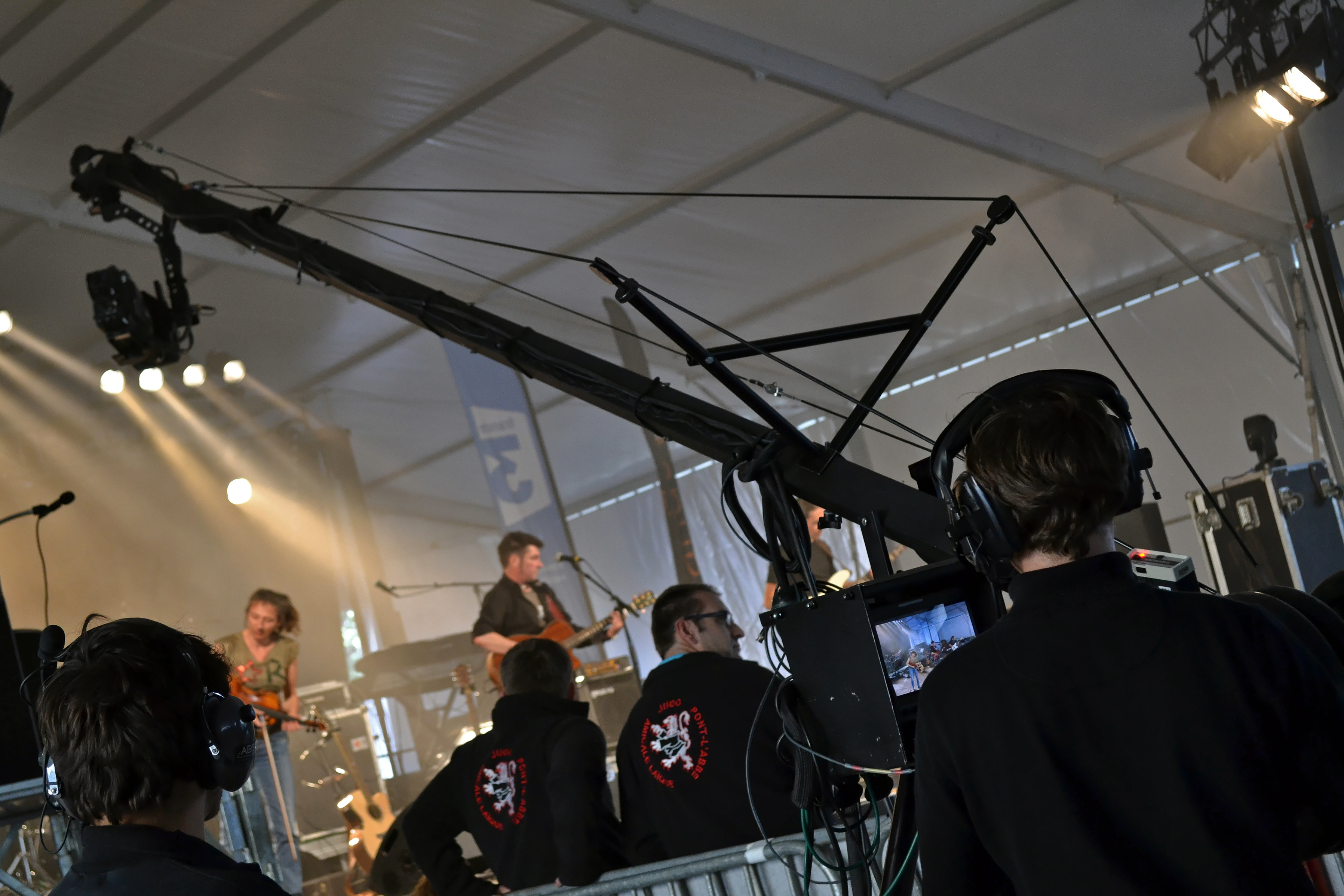
Caméra grue de 7 m de hauteur